# Next of Kin (película de 1984)
Next of Kin es una película de 1984. Es la ópera prima del director Atom Egoyan.

## Trama
Peter Foster es un hijo único de treinta y tres años que vive con sus padres, a quienes escucha pelear con frecuencia. Debido a que no hace nada todo el día, la familia va a una clínica donde un terapista utiliza videos para tratar sus dificultades. En la cinta Peter ve la historia de una atribulada familia armenia, que da a su único hijo cuando realizan su inmigración a Canadá. Peter decide visitarlos, y se hace pasar por su hijo, Bedros Deryan. Los Deryan lo reciben con los brazos abiertos. Peter trata de mejorar la relación del padre George con su hija Azah.

## Reparto
- Patrick Tierney como Peter Foster/Bedros Deryan.
- Berge Fazlian como George Deryan.
- Sirvart Fazlian como Sonya Deryan.
- Arsinée Khanjian como Azah Deryan.
- Margaret Loveys como la señora Foster.
- Thomas Tierney como el señor Foster.